# Marathon - Enigma a Manhattan
Marathon - Enigma a Manhattan (Marathon) è un film del 2002 diretto da Amir Naderi.

## Trama
Gretchen, una ragazza di New York, ha un obiettivo: battere il suo record personale di risoluzione di cruciverba, che ammonta a 77 terminati in un giorno. Ma il silenzio non l'aiuta a concentrarsi, e quindi preferisce risolvere i giochi enigmistici trascorrendo ore sui vagoni della metropolitana. Nel frattempo sua madre le lascia degli inquieti messaggi nella segreteria telefonica.